# Unin (gmina)
Unin – dawna gmina wiejska istniejąca w XIX wieku w guberni siedleckiej. Siedzibą władz gminy był Unin.
Za Królestwa Polskiego gmina Unin należała do powiatu garwolińskiego w guberni siedleckiej.
Gmina została zniesiona w 1874 roku, a z jej obszaru oraz z obszaru zniesionej utworzono nową gminę Górzno.